# رأفت مهتدي
محمد رأفت مهتدي (مواليد 24 ديسمبر 1995) هو لاعب كرة قدم سوري يجيد اللعب كمهاجم لصالح نادي الجيش ومنتخب سوريا الأولمبي.

## المسيرة الإحترافية
لعب مع نادي الإتحاد من عام 2015 و في عام 2018 إنتقل إلى نادي الظفرة و أعاره الظفرة إلى نادي أربيل ونادي الإتحاد ونادي حطين من أجل اكتساب الخبرة و انتقل إلى نادي الجيش في صيف 2020 .